# Euritmia

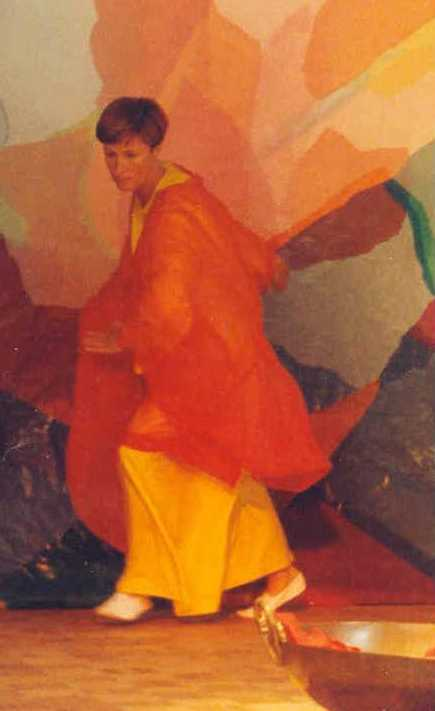
Euritmista in una rappresentazione scenica

L'euritmia è un'"arte del movimento" basata sui principi esoterici propri dell'antroposofia. È stata creata da Rudolf Steiner insieme alla danzatrice Lory Maier-Smits e sviluppata successivamente grazie al lavoro della moglie, Marie Steiner von Sivers.
Secondo Steiner l'euritmia può fornire una connessione diretta fra chi la pratica e il mondo supersensoriale. Avrebbe inoltre finalità curative.
Si distingue dalla danza vera e propria e dalla ginnastica ritmica, grazie al fatto che ha uno scopo individuale. L'euritmia artistica è praticata da solisti o da gruppi e viene anche inserita in rappresentazioni teatrali. Per via delle proprietà curative dello spirito è utilizzata nella cosiddetta medicina antroposofica. Fa inoltre parte del curriculum delle scuole steineriane (scuole Waldorf).

## Storia
Il termine «euritmia» in Grecia  indicava il bello soggettivamente condizionato, che non consiste nell'armonica composizione delle parti di un oggetto, bensì nell'impressione di armonicità che esso procura.
Agli inizi del XX secolo, nel 1908, Rudolf Steiner teorizza un'arte del movimento denominandola euritmia, mentre dal 18 al 31 maggio teneva 12 lezioni sul vangelo di Giovanni. Dopo la prima lezione riguardo all'inizio del vangelo secondo Giovanni, Steiner avrebbe chiesto alla pittrice e scrittrice russa Margarita Woloschin se fosse in grado di presentare con una danza questi passaggi di testo. Perlomeno, così riporta Woloschin nella sua autobiografia Die grüne Schlange. La sua risposta sarebbe stata: "Io credo si possa danzare qualunque cosa si senta" (Ich glaube, man kann alles tanzen, was man fühlt), a cui Steiner avrebbe risposto: "Ma oggi la cosa importante è proprio questo sentimento" (Aber auf das Gefühl kommt es doch heute an.) Qui prende corpo per la prima volta l'idea di Steiner per una arte del movimento in chiave antroposofica, che negli anni seguenti avrebbe portato allo sviluppo dell'euritmia.
Il primo esempio pratico di euritmia si ebbe poi 1911 quando una vedova portò sua figlia, Lory Maier-Smits, che era interessata al movimento e alla danza, da Rudolf Steiner. A causa della recente perdita del padre, la ragazza stava cercando lavoro. Steiner diede come consiglio di iniziare a lavorare su una nuova arte del movimento. Come preparazione, la ragazza iniziò a studiare l'anatomia umana, a investigare il passo umano, a contemplare il movimento implicito nelle sculture e nelle rappresentazioni di danza della Grecia antica, e di trovare movimenti atti ad esprimere il fraseggio della lingua parlata. I primi passi, secondo le indicazioni di Steiner, consistevano nello scandire allitterazioni, muovendo un passo energico, pestando anche un poco il piede sulla cadenza del ritmo dell'allitterazione e con un gesto delle braccia per le parti ritmiche senza consonanti.
In questo periodo Steiner ogni anno stava scrivendo un nuovo spettacolo teatrale da portare in scena alle adunate estive della Società antroposofica, dal 1912 in poi iniziò ad integrare la nuova arte del movimento in questi spettacoli. Quando la società decise di costruire un centro artistico a Dornach in Svizzera (questo fu poi conosciuto come il "Goetheanum") un gruppetto di artisti iniziò a presentare ogni settimana una rappresentazione in questa arte in via di sviluppo. Marie Steiner-von Sivers, la moglie di Steiner, che era attrice e artista della parola , era responsabile dell'istruzione e della direzione di questo gruppo. Il primo tour ebbe luogo nel 1919, con spettacoli in Svizzera, Paesi Bassi e Germania.
Steiner vide nell'euritmia un'espressione unica nata dall'impulso antroposofico:
(Rudolf Steiner)
Nel 1924 Steiner organizzò due conferenze pubbliche sui vari aspetti dell'euritmia. Le trascrizioni di queste conferenze sono pubblicate in italiano con il titolo Euritmia linguaggio visibile.

### Dopo la morte di Steiner
I gruppi di euritmia a Stoccarda e al Goetheanum divennero presto parte del paesaggio culturale europeo. Il gruppo del Goetheanum fu insignito di una medaglia d'oro all'Expo di Parigi del 1938. La scuola e il gruppo di Stoccarda, diretto da Else Klink dovettero interrompere le attività durante il periodo nazista, ma ricominciarono subito dopo la seconda guerra mondiale. Oggigiorno ci sono centri e gruppi artistici sparsi in tutto il mondo.
L'euritmia, oltre che essere stata utilizzata per realizzare spettacoli in diversi teatri, è anche materia di insegnamento per gli alunni delle scuole Waldorf.
A partire dal 1921, con un corso tenuto da Rudolf Steiner per i medici, inizia lo sviluppo dell'Euritmia terapeutica. Attraverso una continua elaborazione e costanti ricerche medico-antroposofiche, l'euritmia divenne una componente fondamentale dei sistemi di cura della medicina antroposofica. Gli esercizi impiegati nell'euritmia terapeutica sono una trasformazione dei movimenti dell'euritmia artistica.